# K–1
A K–1 egy Japánból származó küzdősport, melyet Isii Kazujosi hozott létre különböző harcművészeti ágak, mint a karate, kungfu, kick-box, taekwondo, muay thai ötvözéséből. A K–1 nem egy újabb harcművészet, hanem egy összefoglaló szabályrendszer, amelyen belül komoly harcművészeti múlttal rendelkező sportemberek küzdhetnek meg egymással. Egy K–1 versenyen szabályos ökölvívó ringben zajlanak a küzdelmek.

## K-1 WGP Bajnokok
| Év   | Bajnok         | Befutó                    |
| ---- | -------------- | ------------------------- |
| 1993 | Branko Cikatić | Ernesto Hoost             |
| 1994 | Peter Aerts    | Szatake Maszaaki          |
| 1995 | Peter Aerts    | Jerome Le Banner          |
| 1996 | Andy Hug       | Mike Bernardo             |
| 1997 | Ernesto Hoost  | Andy Hug                  |
| 1998 | Peter Aerts    | Andy Hug                  |
| 1999 | Ernesto Hoost  | Mirko "Cro Cop" Filipović |
| 2000 | Ernesto Hoost  | Ray Sefo                  |
| 2001 | Mark Hunt      | Francisco Filho           |
| 2002 | Ernesto Hoost  | Jerome Le Banner          |
| 2003 | Remy Bonjasky  | Muszasi                   |
| 2004 | Remy Bonjasky  | Muszasi                   |
| 2005 | Semmy Schilt   | Glaube Feitosa            |
| 2006 | Semmy Schilt   | Peter Aerts               |
| 2007 | Semmy Schilt   | Peter Aerts               |
| 2008 | Remy Bonjasky  | Badr Hari (leléptették)   |
| 2009 | Semmy Schilt   | Badr Hari                 |

## Története
Kazuyoshi Ishii klasszikus sportember, akit maga Ójama Maszutacu a kjokusin-kai karate megalapítója is nagyra tartott. Isii japán bajnok volt, a kjóhoz hasonló szeido-kaikan karatéban a csúcsra ért. 1980-ban Oszakában megalapította a szeidokan iskolát, amelynek ő lett a stílusvezető mestere. A szeido név jelentése: "helyes út". Isii iskolájában többféle edzésrendszerben készültek a tanítványok. Megtartották a klasszikusnak számító full-contact karatét, emellett thai-box és kick-box edzéseket is végeztek. Akik tehát nála tanultak, többféle irányzattal is megismerkedtek.
A nyolcvanas évekre Japánban rengeteg harcművészeti iskola, stílus fejlődött ki. 1982-ben Isii székhelyén, Oszakában rendezték meg az első japán Összkarate Bajnokságot, amely bár kétségkívül nagy előrelépés volt, még mindig csak a karate stílusok között mutatott utat. Isiinek tetszett a dolog, továbbfejlesztette az ötletet, és 1983-ban már egy nagyobb oszakai csarnokban megszervezett egy szeido-kaikan karatésok, illetve kungfusok közötti versenyt. Akkoriban nagy szenzáció volt, hogy egy ilyen verseny létrejöhetett. Isiit tekintélye, eredményei, és szervezőkészsége elismeréseként az újonnan megalakult Japán Összharcművészeti Szövetség elnökévé választották, amely a K–1 versenyeket szervezte. Ma már nem ő áll a K–1 szervezet élén, de a munkáját siker koronázta. A profi ökölvívás mellett ma a K–1 a világ legnagyobb szórakoztató küzdősportja.
1993-ban rendezték az első K–1 Grand Prix versenyt Tokióban tízezer néző előtt. A győztes a horvát Branko Cikatić lett.

## Szabályok
A szabálykönyvet lásd a Wikiforrásban, itt.